# Le Sen
 Le Sen  es una población y comuna francesa, situada en la región de Aquitania, departamento de Landas, en el distrito de Mont-de-Marsan y cantón de Labrit.

## Demografía
| 189 | 182 | 127 | 127 | 161 | 201 |
| Para los censos de 1962 a 1999 la población legal corresponde a la población sin duplicidades (Fuente: INSEE [Consultar]) |     |     |     |     |     |